# 西部地区大学野球連盟
西部地区大学野球連盟（せいぶちくだいがくやきゅうれんめい）とは、中国・四国地区に所在の大学の硬式野球部やそれらが所属する連盟で構成された大学野球の組織である。全日本大学野球連盟の傘下団体として誕生した。

## 略史
戦後の学制改革後に発足した全国新制大学野球連盟の中国・四国・近畿地区の全地域を対象にした予選地区として誕生した。
現在の全日本学野球連盟に繋がる旧制大学野球連盟も合わせた新しい全国連盟の誕生と共に、関西六大学リーグを除く、それ以外の近畿・中国・四国地区の代表決定予選連盟として再スタートが始まった。
後にまもなく近畿地区が分離され、広島六大学野球連盟が順次分離していき、その後の全日本大学野球選手権大会の出場枠拡大で最後の中国地区と四国地区にもそれぞれ出場枠が割り振られたことで役割を終え消滅した。

## 沿革
- 1947年　全国新制大学野球連盟の結成に伴い近畿地区・中四国地区を設置
- 1952年　全日本大学野球連盟への発展的解消に伴い西部地区として移行。
- 1953年　近畿地区大学野球連盟が分離独立。
- 1991年　全日本大学野球選手権大会の出場枠拡大に伴い、実質的な消滅。